# Ангарка (Чукотка)
Анга́рка — упразднённое село в Билибинском районе Чукотского автономного округа России. Исключен из учётных данных в 1995 году.

## География
Расположен близ места впадения одноимённой реки в Большой Анюй.
Географическое положение
Расстояние до:
районного центра Билибино — 166 км.
областного центра Анадырь — 625 км.

## История
В 1788 году вблизи устья Ангарки была организована ярмарка для торговли между чукчами, эвенами и юкагирами. Однако спустя несколько лет ярмарка и возникшее поселение были перенесены в Островное.
В 1960-х гг. здесь был основан прииск и посёлок золотодобытчиков Ангарка, названный по реке, который был покинут в начале 1990-х гг.

## Население
Согласно результатам переписи 1989 года, в селе проживало 23 человека.

## Источник
- Иван Паластров. Где-то там, в долине Большого Анюя. Электронное издание, 2016. ISBN 978-5-4483-3769-7

## Топографические карты
- Лист карты Q-58-IX,X. Масштаб: 1 : 200 000. Указать дату выпуска/состояния местности.